# Kumatori
Kumatori (jap. 忠岡町 Kumatori-chō) – miasto w Japonii, na wyspie Honsiu, w prefekturze Osaka. Według danych na rok 2020 miejscowość zamieszkiwało 43 763 mieszkańców , a gęstość zaludnienia wyniosła 2538,5 os./km².